# Бражникова, Мария Георгиевна
Мария Георгиевна Бра́жникова (1913—1998) — советский микробиолог. Лауреат Сталинской премии (1946).

## Биография
Родилась 3 октября 1913 года в Усмани (ныне Липецкая область) в семье врача.
В 1928 году (в 15-летнем возрасте) окончила с золотой медалью среднюю школу в Боброве, Безуспешно пыталась поступить в Воронеже в университет и в медицинский институт — не проходила по социальному происхождению. В 1930 году переехала в Москву, и чтобы получить «пролетарский» стаж, работала чернорабочей на авиапредприятии.
В 1933 году поступила на биологический факультет МГУ имени М. В. Ломоносова. После его окончания (1938) — аспирантка, затем научный сотрудник Всесоюзного института экспериментальной медицины (ВИЭМ).
В 1937 году вышла замуж за профессора Г. Ф. Гаузе (1910—1986).
В 1942—1949 годах работала в Институте малярии и медицинской паразитологии, где в 1944 году защитила кандидатскую диссертацию на тему: «Исследование проницаемости эритроцитов для лития».
В 1942 году вместе с Гаузе получила из Bacillus brevis первый советский антибиотик грамицидин С.
С 1949 года работала в Лаборатории антибиотиков АМН СССР, после её преобразования в Институт по изысканию новых антибиотиков АМН СССР (1953) возглавляла Отдел химии антибиотиков, а последние годы работала профессором-консультантом.
Сотрудниками её Отдела был открыт целый ряд новых антибиотиков — ристомицин, сибиромицин, мадумицин, эремомицин, нокамицин, карминомицин, виренамицин, октамицин, актиноидин и др., выделены и внедрены в лечебную практику антибиотики колимицин, мономицин, гелиомицин, линкомицин, ристомицин А, тобрамицин, оливомицин, брунеомицин, рубомицин, карминомицин, блеомицетин и др.
В 1953 году защитила докторскую диссертацию на тему: «Получение, очистка и исследование свойств новых антибиотиков».
Автор и соавтор 29 изобретений.
Умерла 13 февраля 1998 года в Москве.

## Награды и премии
- Сталинская премия третьей степени (1946) — за разработку и широкое применение в лечебной практике нового препарата «Советский грамицидин»
- ордена и медали